# レーン・ハウス (マーサーズバーグ)
レーン・ハウス (Lane House) は、ペンシルベニア州フランクリン郡マーサーズバーグにある歴史的建造物の家。1828年に建てられた2階半建てで、5つの柱間（ベイ）をもち、フェデラル様式で建てられた煉瓦造りの住宅である。この建物は、1857年から1861年にかけて伯父であるジェームズ・ブキャナン大統領のもとでホワイトハウスのホステス（女主人）を務めたハリエット・レーン（1830年 - 1903年）の生家である。
この建物は、1972年にアメリカ合衆国国家歴史登録財に登録された。この建物は、マーサーズバーグ歴史地区の中に位置している。